# Тихомир Остојић
Др Тихомир Остојић (Потиски Свети Никола, 17. јул 1865 — Беч, 18. октобар 1921) је био професор Српске велике православне гимназије у Новом Саду, музиколог, књижевни и позоришни критичар, историчар књижевности, секретар Матице српске и декан Филозофског факултета у Скопљу.

## Младост и образовање
Већ са 11 месеци остао је без оца Раде. Одрастао је са мајком Саветом (рођ. Фирићаски), која се преселила у Нови Сад, како би сину обезбедила боље образовање.
Основну школу завршио је у Потиском Светом Николи. Потом је похађао гимназију у Новом Саду, у којој ће касније и предавати. Професор му је био Јован Грчић, који га је, препознавши његов таленат за музику, примио у своју кућу, где је остао све до матуре. Током гимназијских дана био је хоровођа, чак је и компоновао, а од инструмената је свирао клавир и виолину. Већ као гимназијалац окушава се у књижевном стварању. Превео је крајем 1882. године дело Хофнера - Свако је ковач своје среће.
Као питомац Текелијанума студирао је филозофију (германистику и славистику) у Будимпешти. Био је врло активан у будимпештанском студентском књижевном друштву „Коло младих Срба”. На редовним седницама друштва чита своје бројне писане радове. Потписује се као дописник Стражилова са псеудонимом „Тих. Радова О.”. Из студентских дана потичу његови радови из српске историје и мали критички огледи.
Професорски испит положио и докторску тезу о Доситеју Обрадовићу (1894) одбранио је у Бечу, код чувеног професора Ватрослава Јагића.

## Просветни и јавни рад
У Новосадској гимназији је радио од октобра 1889. до 1911. године као професор. Предавао је српски, мађарски и немачки језик, филозофију, а повремено и певање и гимнастику. Као свестран интелектуалац, објављује низ књига о музици, теорији и извођењу. Сматрају га тада за професора и „вредног и заслужног музичара” који и добро свира на клавиру. По доласку за катедру гимназијску у Новом Сад преузео је руковођење и дириговање гимназијским хором. Нижу се сваке године нови музикални наслови: „Старо Карловачко пјеније” за четири гласа на ноте (1887. и 1890), „Српско народно коло” за гласовир (1891), „Српски звуци” песме и игре за клавир (1892), те књиге о црквеном нотном певању „Мала Катавасија... ”(1880. и 1894). Остојић се током живота највише бавио Доситејем Обрадовићем, а први у низу радова о Доситеју јавља се 1894. године. У матичиним „књигама за народ” издао је Доситејеве басне. Неуморни Тихомир је 1901. године основао у Новом Сад прво Соколско друштво, али које је радило без писаних правила. Рад се састојао у телесном вежбању младих двапут недељно, а суботом су одржани другарски састанци на којима се разговарало о словенском заједништву. У Новосадској српској читаоници проф. Остојић је био потпредседник. На једном од друштвених прела одржаних у читаоници он је марта 1902. године одржао предавање под називом: „Има ли Нови Сад услова да постане средиште овостраних Срба?”. Године 1905. он је потпредседник Друштва књижевника, новинара и уметника „Змај” у Сремским Карловцима. Једна од друштвених активности била је старање о подизању споменика песнику Јовану Јовановићу Змају. Био је велики и блиски пријатељ са сликаром Урошем Предићем, којег је посетио у Орловату 1904. године.

### Интелектуални круг „Покрет”
Крајем 19. века доктор филозофије Остојић је окупио око себе групу млађих интелектуалаца који су тражили реформе у савременом друштву. Они су сматрали да промену треба да иницира и предводи Матица српска. Реформе Матице српске које су се десиле 1899-1900. године његово су дело. Основао је часопис Покрет, који је повремено излазио од 1899. до 1912. године. У њему је најчешће нападао Матицу српску, захтевајући промене у начину на који је вођена ова институција. Фокус критике је био на Летопису и Библиотеци Матице. Остојић је као уредник шест годишта, од 1903. године радио на модернизацији "Календара Матице српске".

### Матица српска
Тихомир Остојић се рано везао за Матицу; од 1898. године је члан њеног Књижевног одељења. Остојић је 1911. године изабран за секретара Матице српске, са задатком да обнови Матицу и укључи је у покрет националног препорода. На тој позицији се водио до марта 1920. године и тај рад му је узет у пензиони стаж. У оквиру реформи основао стручна тела, „зборове”, за просвећивање, уметност, историју, антропогеографију и етнологију, као и за српски језик. Предложио је измене у стипендирању студената, радио је на ширењу чланства и успостављању мреже повереника, унапређењу едиције Књиге за народ и издавачке делатности. Уређивао је и Летопис Матице српске од 1912. до 1914. године.

### Српско народно позориште
У листу Позориште повремено је објављивао позоришне критике, што уједно представља и његов први контакт са Српским народним позориштем (СНП). За члана Позоришног одсека Друштва за СНП изабран је 1904. године, а за председника 1907. године. Као и у случају Матице српске захтевао је корените реформе и модернизацију позоришта.

## Први светски рат
По избијању Првог светског рата нашао се на удару аустроугарских власти, као и други истакнути српски интелектуалци у Монархији. Због дисциплинске истраге која је поведена против њега у Матици, а на захтев комесара, због објављивања слика српске војске у Балканском рату у Матичином календару за 1914. поднео је оставку. Остао је без примања, зарађујући тако што је писао за загребачке часописе и скупљао податке за Хрватски биографски лексикон. Интерниран је због „ширења српске пропаганде” септембра 1914. године у логор у Бају, па у Секешфехервар, где је 1916. године оболео од туберкулозе. И за време интернације, коју је провео болестан и у оскудици, неуморно је писао. Објавио је током рата студију о Бранку Радичевићу у Раду ЈАЗУ у Загребу. У Нови Сад се враћа маја 1917. тешког здравственог стања. Опоравља се на Фрушкој гори, а потом се укључује у политичке припреме за ослобођење Војводине. Још током ратних месеци враћа се на место секретара Матице.

## Одлазак у Скопље
Пошто му је априла 1920. понуђено место професора и декана (маја 1920) новооснованог Филозофског факултета у Скопљу Остојић је прихватио ову дужност и напустио Нови Сад. Министар просвете доноси маја 1920. године одлуку, да се редовном професору Скопског универзитета Остојићу урачунају у пензиони стаж, све дотадашње године (1889—1920) као предавача и професора Новосадске гимназије и секретара Матице српске. На функцији се кратко задржао, због погоршаног здравственог стања. Као декан у Скопљу добио је Орден Св. Саве III степена за просветни рад. У Скопљу је током те године успешног рада основао „Научно друштво”, којим је председавао.

## Смрт
Одлази на лечење у санаторијум у Бечу, где је и умро 18. октобра 1921. године. „Један од највећих Срба родољуба у Војводини, озбиљни просветни и научни радник” сахрањен је 3. новембра 1921. године на Новом гробљу у Београду.
Био је ожењен Јеленом, управницом више женских интерната. Она је након његове смрти, од 1931. године водила у Сомбору свој „Велики девојачки интернат”.

## Академик
Био је дописни члан Српске краљевске академије (од 1910) и дописни члан Југославенске академије знаности и умјетности у Загребу.

## Чување спомена
Одржавао је током живота јаке везе са родним Семиклушом, који је у знак пијетета 1947. променио име у Остојићево. Написао је и монографију свог села. Улица у Новом Саду и неким другим местима, носи његово име.

## Избор из библиографије
- Српска књижевност од Велике сеобе до Доситеја Обрадовића (1905)
- Доситеј Обрадовић у Хопову (1907)
- Захарија Орфелин, живот и рад му (1923)
- Историја српске књижевности (1923)

## Галерија
- Насловна страна књиге Косово - народне песме о Боју на Косову 1389. године (1901)
- Насловна страна књиге Доситеј Обрадовић у Хопову (1907)
- Насловна страна књиге Ускоци у јуначким народним песмама (1911)